# 四戸龍英
四戸 龍英（しのへ りゅうえい、1952年6月30日 - ）は、青森県野辺地町出身のチェアスキー選手。中学、高校とスキー経験を持ち、大学生時代に全日本学生スキー選手権にむけて練習していたところ、鳴子滑降コースでの練習中に転倒し脊椎を損傷した。33歳のころからチェアスキーをはじめ、1988年にはインスブルックパラリンピックで2種目に出場し、ともに4位となった。その後も続けて毎回パラリンピックに出場し、1994年のリレハンメルパラリンピックでは2種目で銀メダルを獲得した。1998年の長野パラリンピックでは、日本選手団の主将として開会式で選手宣誓をし、大会後に引退を表明した。しかしその後復帰し、2002年ソルトレークシティパラリンピックにも出場した。